# Fojia bumui
Fojia bumui — вид сцинкоподібних ящірок родини сцинкових (Scincidae). Ендемік Папуа Нової Гвінеї. Це єдиний представник монотипового роду Fojia.

## Поширення і екологія
Fojia bumui мешкають на півострові Гуон, що на північному заході Нової Гвінеї. Вони живуть в заростях на берегах невеликих струмків у вологих тропічних лісах, на висоті від 75 до 650 м над рівнем моря. Активні вдень, вночі відпочивають, лежачи на широкому листі. Живляться безхребетними, яких ловлять біля невеликих водоспадів.